# Damián Suárez
Damián Suárez, vollständiger Name Damián Nicolás Suárez Suárez, (* 27. April 1988 in Montevideo) ist ein uruguayischer Fußballspieler.

## Karriere

### Verein
Der je nach Quellenlage 1,72 Meter, 1,73 oder 1,75 Meter große Defensivakteur „El Zorro“ Suárez begann seine Karriere bei Defensor Sporting. Bei den Montevideanern spielte er bereits seit seinem elften Lebensjahr. Sein Debüt in der Ersten Mannschaft datiert aus dem Jahre 2006. Dort sind ab der Clausura 2008 insgesamt 63 Einsätze in der Primera División verzeichnet, in denen er zwei Tore erzielte. Überdies bestritt er auch vier Begegnungen (ein Tor) der Liguilla Pre Libertadores 2009 und elf Spiele der Copa Sudamericana. Insgesamt werden nach anderer Quelle ohne konkreten Wettbewerbsbezug 82 Spiele und zwei Tore in seiner Statistik geführt. 2007/08 gewann er mit seinem Klub die uruguayische Meisterschaft. In der Saison 2011/12 stand er dann bei Sporting Gijón in Spanien unter Vertrag und kam in 19 Partien (kein Tor) der Primera División zum Einsatz. Sein Debüt bei den Spaniern, die für seine Dienste eine Ablösesumme in Höhe von 570.000 Euro gezahlt haben sollen, feierte er am 11. September 2011 in der Begegnung des 3. Spieltags gegen CA Osasuna, als er von Trainer Manuel Preciado in die Startelf beordert wurde. Zur Spielzeit 2012/13 wechselte er zum FC Elche, mit dem er am Saisonende in die höchste spanische Spielklasse aufstieg. Dazu trug er mit 33 Spielen und einem Tor bei. In der Spielzeit 2013/14 absolvierte er 31 Ligaspiele (ein Tor). In der Saison 2014/15, die sein Verein als 13. der Tabelle abschloss, wurde er 34-mal (ein Tor) in der Primera División eingesetzt. Sein Verein musste zur Saison 2015/16 jedoch aufgrund finanzieller Verbindlichkeiten zwangsweise absteigen. Am 4. Juni 2015 wurde über ein Interesse seitens des Hamburger SV berichtet, Suárez unter Vertrag zu nehmen. Schließlich vermeldete am 23. Juni 2015 der spanische Erstligist FC Getafe seine Verpflichtung zur Spielzeit 2015/16. In der Saison 2015/16 bestritt er dort 31 Erstligaspiele (kein Tor) sowie zwei Begegnungen (kein Tor) der Copa del Rey. Am Saisonende stieg der Klub ab. In der Folgespielzeit 2016/17 wurde er 41-mal in der Segunda División und einmal im Pokal (jeweils kein Tor) eingesetzt.
Anfang Februar 2024 wurde der Wechsel von Suárez nach Brasilien bekannt. Hier unterzeichnete er einen Kontrakt beim Botafogo FR. Der Kontrakt erhielt eine Laufzeit bis Jahresende 2025. Sein erstes Pflichtspiel für den Klub aus Rio de Janeiro betritt er am 18. Februar gegen den CR Vasco da Gama Zuhause in der Staatsmeisterschaft von Rio de Janeiro. Noch während der Austragung der Spiele um Série A 2024 verließ Suárez den Klub und kehrte in seine Heimat zurück. Hier unterzeichnete er bei Peñarol Montevideo.

### Nationalmannschaft
Suárez nahm mit der seinerzeit von Gustavo Ferrín und Ángel Castelnoble trainierten uruguayischen U-16-Auswahl an der U-16-Südamerikameisterschaft 2004 in Paraguay teil und belegte mit dem Team den vierten Platz. Er gehörte auch der uruguayischen U-17-Nationalmannschaft an, mit der er 2005 sowohl an der U-17-Südamerikameisterschaft 2005 in Venezuela, als auch an der U-17-Weltmeisterschaft teilnahm. Im Verlaufe des WM-Turniers bestritt er drei Länderspiele. Bei der U-20-Südamerikameisterschaft 2007 in Paraguay stand er ebenfalls im uruguayischen Kader. Auch nahm er mit der U-20 seines Heimatlandes an der U-20-Weltmeisterschaft 2007 teil. Dort sind ebenfalls drei Wettbewerbseinsätze für ihn verzeichnet.

### Erfolge
Nationalmannschaft
- U-17-Vize-Südamerikameister: 2005

Defensor Sporting
- Uruguayischer Meister: 2008

Elche
- Segunda División: 2012/13